# Flesberg
Flesberg là một đô thị ở hạt Buskerud, Na Uy.
Flesberg được lập thành đô thị ngày 1 tháng 1 năm 1838 (xem formannskapsdistrikt). Khu vực Jondalen đã được chuyển từ Flesberg sang Kongsberg ngày 1 tháng 1 năm 1964.
Đô thị này được chia thành các giáo khu Flesberg, Lyngdal và Svene. Phần lớn dân số sống ở các làng Svene, Lampeland, Flesberg và Lyngdal. Khu vực trung tâm hành chính rộng 560 km². Kinh tế đô thị này chủ yếu là nông nghiệp và lâm nghiệp cũng như công nghệ cao ở Kongsberg. Ở khu vực phía tây của Flesberg là khu vự núi non Blefjell, một điểm thu hút du khách.
Đô thị này (ban đầu là một giáo khu) đã được đặt tên theo nông trang cũ Flesberg (tiếng Na Uy Cổ Flesberg), do nhà thờ đầu tiên được xây ở đó. Huy hiệu được áp dụng từ năm (1989). Nhà thờ Flesberg được xây khoảng năm 1250.